# Landtagswahlkreis Essen I
Der Landtagswahlkreis Essen I ist ein Landtagswahlkreis in Nordrhein-Westfalen. Er umfasst die Stadtbezirke IV Borbeck und V Altenessen/Karnap/Vogelheim im Norden von Essen.
Der Wahlkreis wurde zur Landtagswahl 2005 unter dem Namen Essen I – Mülheim II neu errichtet, damals umfasste er auch den Kommunalwahlbezirk Winkhausen der benachbarten Stadt Mülheim an der Ruhr. Im Zuge der Wahlkreisreduzierung verloren Mülheim und Essen zusammen drei Wahlkreise. Mülheim hatte zuvor zwei Wahlkreise, Essen sechs. Bereits zur Landtagswahl 2000 führte die rückläufige Einwohnerentwicklung Mülheims dazu, dass ein Wahlkreis um die Essener Stadtteile Haarzopf (III) und Schönebeck (IV) erweitert wurde. Essen I umfasste von 1980 bis 2000 den Stadtbezirk III (heute Essen III) Die Stadtbezirke IV und V bildeten den Wahlkreis Essen II, bis auf Altenessen, das zu Essen III gehörte. Zur Landtagswahl am 15. Mai 2022 wurde der Wahlbezirk Winkhausen an den Wahlkreis 64 Mülheim I abgegeben und der Wahlkreis entsprechend in Essen I umbenannt.

## Landtagswahl 2022
Wahlberechtigt zur Landtagswahl 2022 waren 95.472 Einwohner des Wahlkreises. Die Wahlbeteiligung lag bei 47,0 %.
| Direktkandidat        | Erststimmen in % | Partei | Zweitstimmen in % |
| --------------------- | ---------------- | ------ | ----------------- |
| Thomas Kutschaty      | 48,6             | SPD    | 39,6              |
| Jessica Fuchs         | 26,2             | CDU    | 27,9              |
| Markus Spitzer-Pachel | 8,6              | GRÜNE  | 12,4              |
| Klaus Gräber          | 3,1              | FDP    | 3,9               |
| Guido Reil            | 8,4              | AfD    | 8,0               |
| Gabriele Giesecke     | 1,8              | LINKE  | 1,9               |
| Übrige                | 3,2              | Übrige | 6,3               |

## Landtagswahl 2017
Wahlberechtigt zur Landtagswahl 2017 waren 104.272 Einwohner des Wahlkreises. Die Wahlbeteiligung lag bei 59,4 %.
| Direktkandidat   | Erststimmen in % | Partei  | Zweitstimmen in % |
| ---------------- | ---------------- | ------- | ----------------- |
| Thomas Kutschaty | 45,4             | SPD     | 38,6              |
| Christiane Moos  | 25,3             | CDU     | 24,3              |
| Thorsten Drewes  | 3,6              | GRÜNE   | 4,0               |
| Klaus Gräber     | 6,7              | FDP     | 9,5               |
| –                | –                | PIRATEN | 0,9               |
| Jasper Prigge    | 5,1              | LINKE   | 4,7               |
| Guido Reil       | 13,3             | AfD     | 13,1              |
| Übrige           | 0,6              | Übrige  | 4,8               |

Der Wahlkreis wird seit 2005 durch den direkt gewählten Wahlkreisabgeordneten Thomas Kutschaty (SPD) im Düsseldorfer Landtag vertreten.

## Landtagswahl 2012
Wahlberechtigt zur Landtagswahl 2012 waren 108.012 Einwohner des Wahlkreises. Die Wahlbeteiligung lag bei 54,2 %.
| Direktkandidat    | Erststimmen in % | Partei  | Zweitstimmen in % |
| ----------------- | ---------------- | ------- | ----------------- |
| Thomas Kufen      | 21,5             | CDU     | 17,9              |
| Thomas Kutschaty  | 58,0             | SPD     | 51,8              |
| Dirk Kindsgrab    | 5,9              | GRÜNE   | 8,7               |
| Stephan Dahlmanns | 2,8              | FDP     | 4,9               |
| Nina Eumann       | 3,1              | LINKE   | 2,8               |
| Carsten Knorr     | 8,7              | PIRATEN | 8,2               |
| –                 | –                | Übrige  | 5,7               |

## Landtagswahl 2010
Wahlberechtigt zur Landtagswahl 2010 waren 109.024 Einwohner des Wahlkreises. Die Wahlbeteiligung lag bei 54,5 %.
| Direktkandidat    | Erststimmen in % | Partei   | Zweitstimmen in % |
| ----------------- | ---------------- | -------- | ----------------- |
| Thomas Kufen      | 27,8             | CDU      | 25,4              |
| Thomas Kutschaty  | 52,2             | SPD      | 47,3              |
| Walter Wandtke    | 6,9              | GRÜNE    | 8,5               |
| Horst Schössner   | 2,7              | FDP      | 4,3               |
| Marcel Haliti     | 1,7              | NPD      | 1,4               |
| Ismail Soy        | 6,0              | LINKE    | 6,7               |
| Marcel Bauersfeld | 0,5              | BüSo     | 0,2               |
| Frank Borowitza   | 2,3              | pro NRW  | 2,0               |
| -                 | -                | Sonstige | 4,2               |

## Landtagswahl 2005
Wahlberechtigt zur Landtagswahl 2005 waren 111.508 Einwohner des Wahlkreises. Die Wahlbeteiligung lag bei 58,2 %.
| Direktkandidat      | Partei | Stimmen in % |
| ------------------- | ------ | ------------ |
| Thomas Kutschaty    | SPD    | 49,8         |
| Thomas Kufen        | CDU    | 34,0         |
| Horst Schössner     | FDP    | 3,7          |
| Dirk Kindsgrab      | GRÜNE  | 4,6          |
| Uwe Tandetzke       | REP    | 1,5          |
| Günter Wolf         | PDS    | 1,3          |
| Detlef Fergée       | NPD    | 1,5          |
| Hans-Wilhelm Ehlers | WASG   | 3,6          |